# 耐熱手袋
耐熱手袋（たいねつてぶくろ、英: heat resistant gloves）とは、手を熱から保護する手袋である。
用途はさまざまであり、溶接に用いるもの、キャンプの調理時にダッチオーブンやスキレットなどをつかむために用いるもの、七宝焼づくりや陶芸用、工場内などで熱した油に触れる時に用いるもの、消火作業で用いるもの（消防士や軍の消火担当などが用いるもの）、冷凍庫内で冷たいものに触れる作業に用いるものなどがある。実にさまざまな耐熱手袋があり、各目的に適した材質や形状・長さとなっている。

## 溶接用
溶接用は、スパッタ（＝溶接時に飛散する溶融金属の微小粒子）が手や腕に飛んで火傷をおこしたり衣類が燃えたりしないように用いられ、一般に皮革製やガラス繊維製などで、色は灰色もしくは茶色、前腕のなかばまでの長さがある「長手袋」型になっているものが多く、肘あたりまで覆う長いタイプもある（手だけ覆うような、短くて安価なものも一応は販売されているが、スパッタは数十センチ程度、前腕のどこにでも飛ぶことがあるので、そうなれば一発で火傷したり服に穴があくので、一般に溶接の教科書などでは短い手袋は推奨されていない。）特にアーク溶接用は、作業者が感電しないように絶縁性(電気を通さないこと）も重要なので、それに配慮した素材が選ばれ、アルミ素材などは一般に選ばれない。

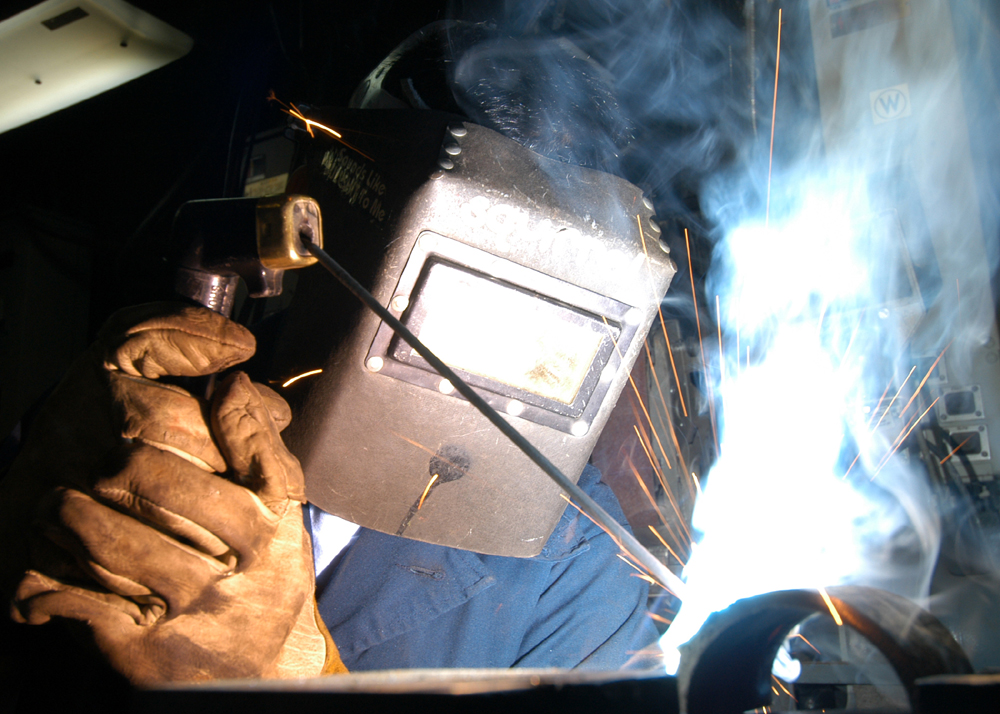
溶接用の耐熱手袋の一例
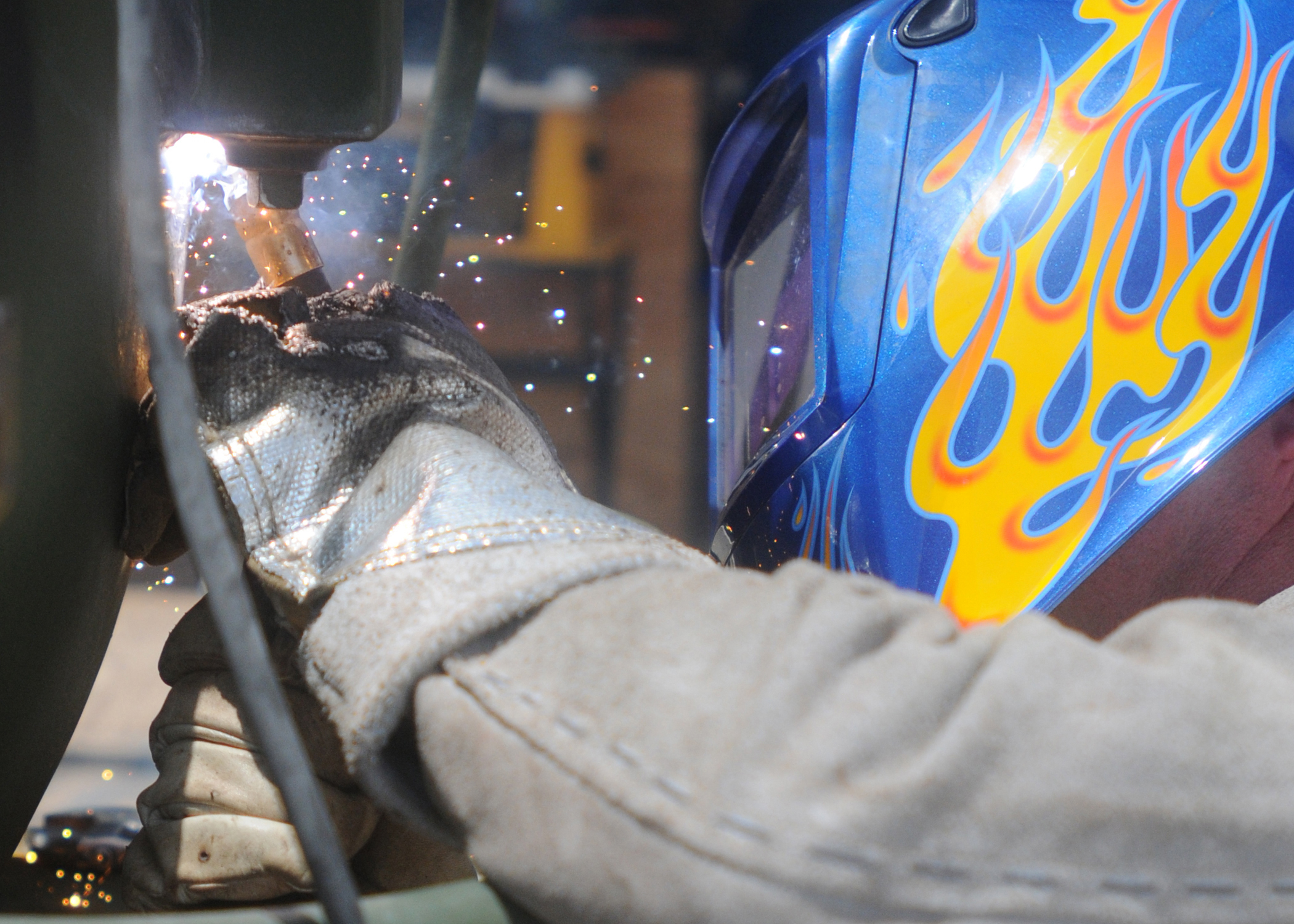
溶接用の耐熱手袋の一例

## キャンプ用
キャンプ用は一般に皮革製であり、一般に風合い（視覚的な雰囲気）も重んじ、一般に茶色に染めてあり、手首あたりまでの短いものが一般的である（キャンプ用は溶接用とは異なって、前腕全体を覆う必要がない）。雰囲気（アメリカ風の雰囲気）を重視する人は皮革製の耐熱手袋を用意するが、実際には、綿製の普通の軍手を二枚重ねにして耐熱手袋として用いる、ということのほうがむしろ広く行われている。（雰囲気はともかくとして、実用的には）軍手の二枚重ねで十分であり、軍手のほうが他の用途にも広く用いることができ、キャンプの時にはむしろ便利で、運ぶ道具も減らすことができるからである。

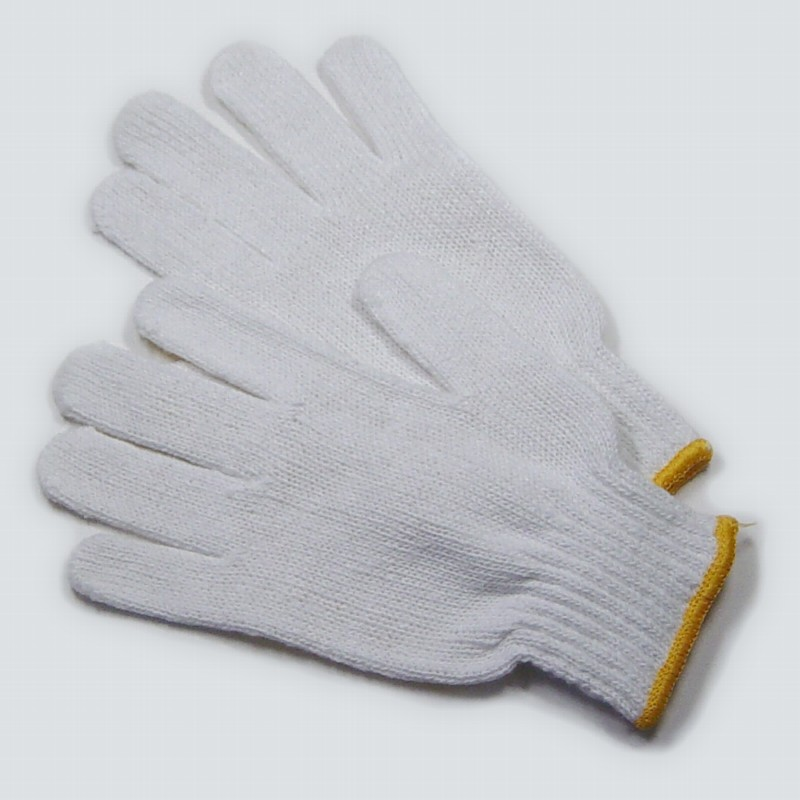
キャンプ用ならば、軍手を二枚重ねにすれば十分に耐熱手袋として使うことができる。ただし綿製が望ましい。綿は化学繊維とはちがい、熱で溶けないため。）

## 消火用

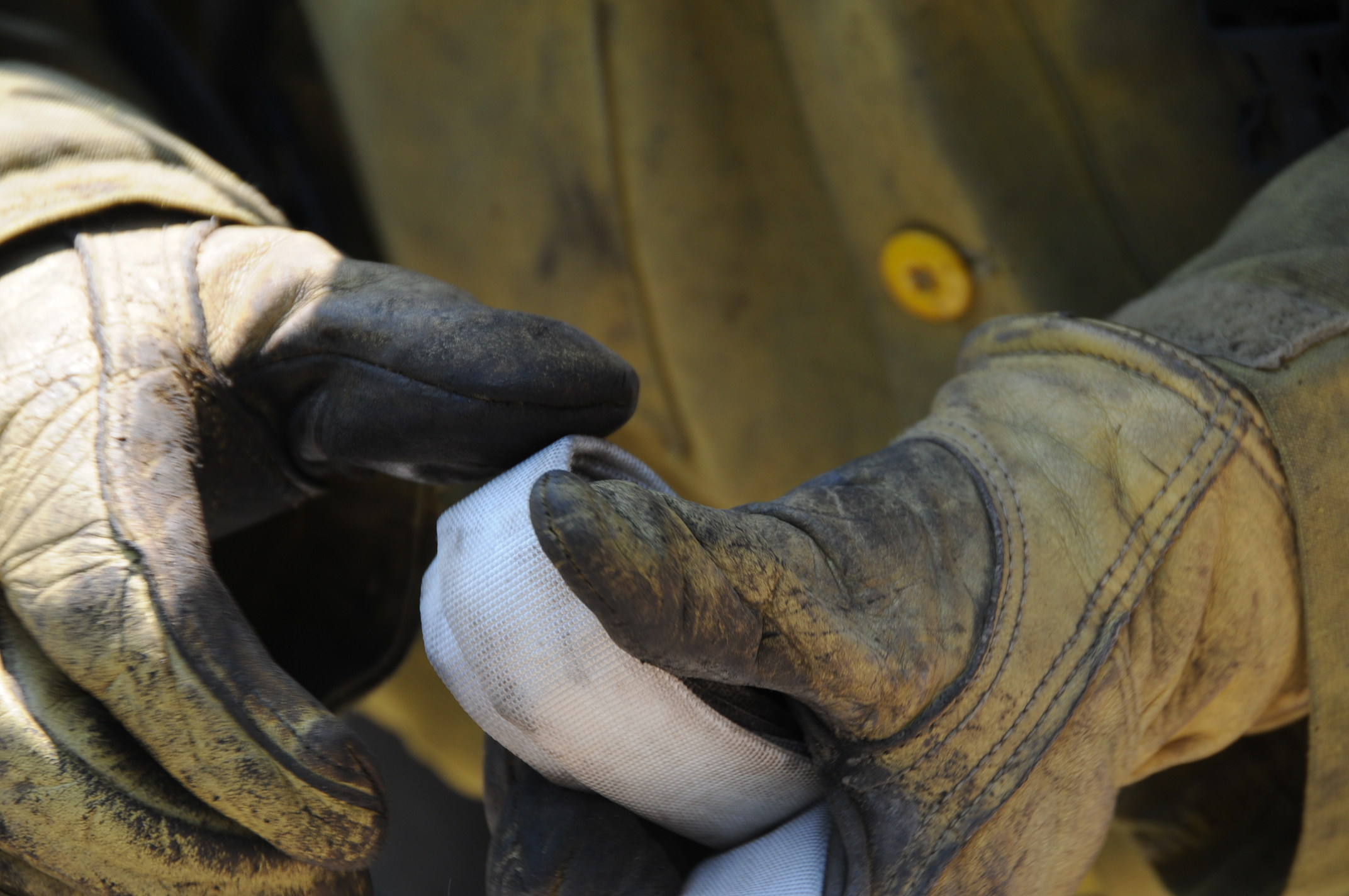
消防士用（2012年の米国ニューメキシコ州で発生した火災en:Whitewater–Baldy complex Fireの現場にて）
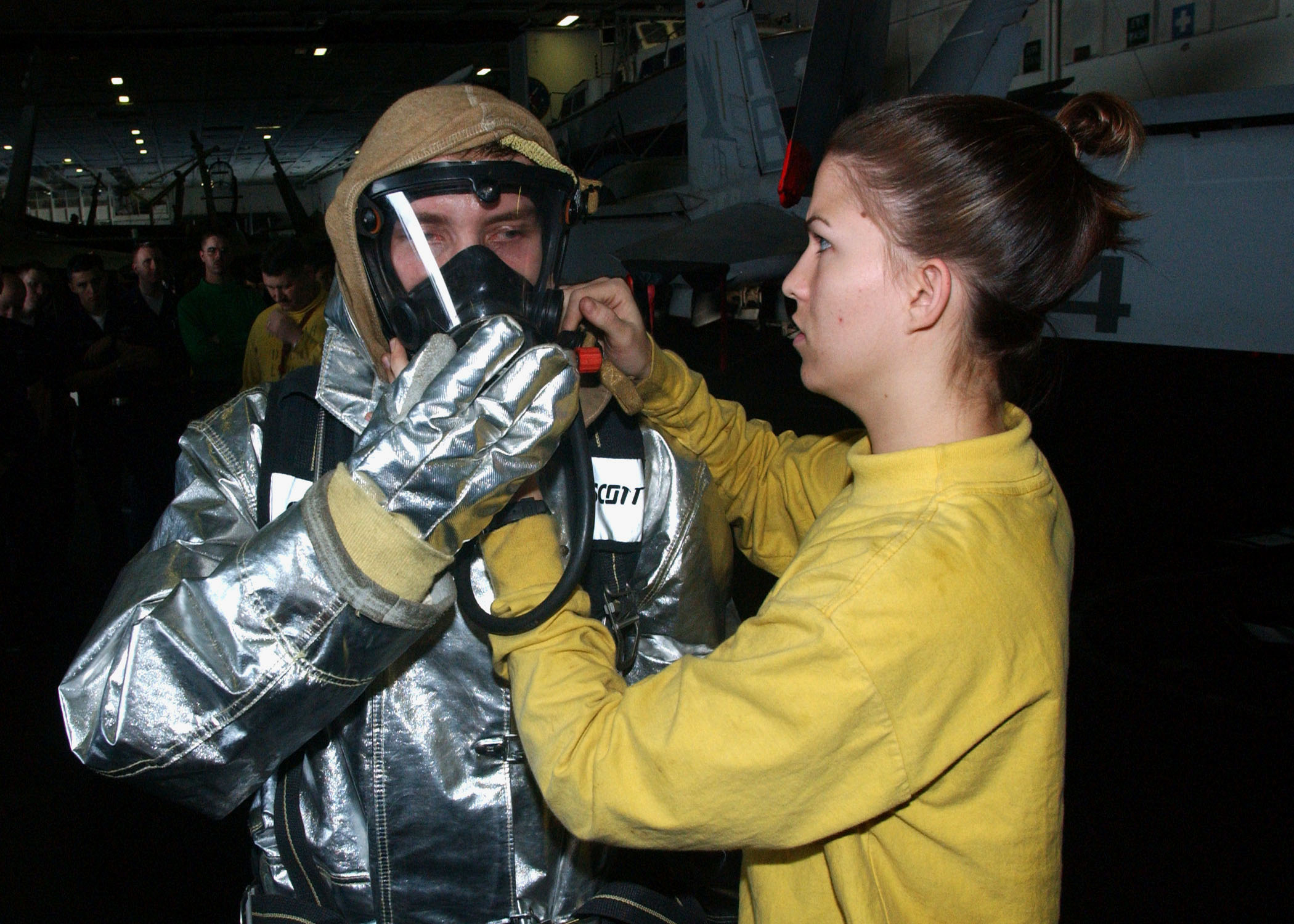
消火用（アメリカ軍の訓練にて）

## 熱した油用
熱した油に触れるためのものは、油を通さない素材が使われており、たとえば表面がネオプレン製で裏側に断熱材(サーマルライナー)がほどこされているものなどがある。

## 素材
- ウール
- コットン
- シリコーン
- ノーメックス
- ケブラー

## 工業規格
工業規格として国際標準化機構のISOと、日本工業規格のJISがある。
- ISO 17493：Clothing and equipment for protection against heat — Test method for convective heat resistance using a hot air circulating oven
- JIS T 8023：熱防護服及び装備品－熱風循環炉を使用する対流耐熱性試験方法